# Suaqui (Baviácora)
Suaqui es un pueblo del municipio de Baviácora ubicado en el centro del estado mexicano de Sonora, cercano a la zona baja de la Sierra Madre Occidental y del paso del río Sonora por esa región. El pueblo es la sexta localidad más habitada del municipio, ya que según los datos del Censo de Población y Vivienda realizado en 2020 por el Instituto Nacional de Estadística y Geografía (INEGI), Suaqui tiene un total de 93 habitantes. Se encuentra asentada sobre la carretera federal 14 sobre el tramo Mazocahui–Baviácora, por dicha carretera circula la ruta turística del Río Sonora.

## Geografía
Suaqui se ubica en el centro del estado de Sonora, al centro del territorio del municipio de Baviácora, sobre las coordenadas geográficas 29°42'12.999" de latitud norte y 110°08'54.999" de longitud oeste del meridiano de Greenwich, a una altura media de 553 metros sobre el nivel del mar.